# کنفرانس قدرت‌های نوظهور
کنفرانس قدرت‌های نوظهور (انگلیسی: CONEFO) تلاشی از سوی رئیس‌جمهور اندونزی، احمد سوکارنو با هدف ایجاد یک بلوک جدید از «کشورهای نوظهور» بود که جایگزین سازمان ملل متحد و «نیروهای قدیمی» باشد. این نهاد پس از کنفرانس باندونگ و با هدف اتخاذ موضع بی‌طرفانه در جنگ سرد و توجه به حقوق کشورهای جهان سوم بنا نهاده شد.
برای میزبانی از این کنفرانس، اندونزی یک مجتمع ساختمانی جدید در جاکارتا با کمک مالی جمهوری خلق چین ساخت. از آنجایی که هیچ‌گونه ملاقاتی در سطح سران کشورهای عضو این مجموعه برگزار نشد و در مدت کوتاهی این گروه منحل شد، هم‌اکنون این ساختمان، محل برگزاری نشست‌های پارلمان اندونزی است.
این نهاد در ۱۱ اوت ۱۹۶۶ توسط ژنرال سوهارتو که سوکارنو را از قدرت برکنار کرده بود منحل شد.

## اعضا
- اندونزی
- چین
- کره شمالی
- ویتنام شمالی

### ناظران
- اتحاد جماهیر شوروی
- کوبا
- جمهوری فدرال سوسیالیستی یوگسلاوی
- جمهوری متحد عربی